# بوبلوج
عبارة عن بيئة تطوير برمجيات تدريجية التجمع، مرنة، متعددة اللغات، متعددة النماذج، قوية، أنشأت في الأصل في المملكة المتحدة من أجل التعليم والبحث في مجال الذكاء الصناعي بجامعة سوسيكس.

## التاريخ
عقب إضافة محول الأوامر التدريجي للغة البرمجة المنطقية برولوغ من أجل تنفيذ لغة البرمجة POP-11، تم استخدام الاسم برنامج بوبلوج، لكي يعكس أنه يدعم البرمجة بكل من اللغتين. تم الاحتفاظ بالاسم كعلامة تجارية لجامعة سوسيكس، بينما امتد النظام فيما بعد كمحولات أوامر تدريجية أضيفت من أجل لغتي البرمجة Common Lisp وML القياسية. في بادئ الأمر عمل البرنامج على امتداد العنوان الافتراض (VAX) فقط ضمن نظام الذاكرة الافتراضية (VMS)، ولكن تم نقله بعد ذلك إلى مجموعة متنوعة من نظم يونكس، ثم إلى ويندوز ولينوكس. ثم تم تنفيذ منفذ جزئي لآبل ماك الذي يشغل نظام ماك أو إس إكس Mac OS X على حاسوب PowerPC وذلك في عام 2005.
ولفترة عقب عام 1983، تم بيع برنامج بوبلوج ووجد دعما عالميا كمنتج تجاري، من جهة شركة مصممي البرامج- المحدودة (System Designers Ltd)، التي تغير اسمها كما تغيرت الملكية. (يملك الشركة حاليا EDS). وفي عام 1989، سميت SD-Scicon. وفي ذلك الوقت أصدرت إدارة البيع بشركة الحلول المتكاملة المحدودة (Integral Solutions Ltd) (ISL) عرضا لبيع ودعم بوبلوج بالتعاون مع جامعة سوسيكس، التي احتفظت بالحق في الاسم "Poplog " وكانت مسئولة عن معظم تطوير البرمجيات بينما كان منتجا تجاريا.
استخدمت شركة ISL وعملائها بوبلوج Poplog لعدد من مشروعات التطوير، وخاصة نظام استخراج البيانات Clementine الخاص بها، والذي غالبا ما ينفذ بلغة البرمجة POP-11، باستخدام أدوات جرافيكية قوية بلغة البرمجة Pop-11 تنفذ بلغة البرمجة POP-11 أيضا التي تشغل على نظام ويندوز إكس. X Windows System. وكان برنامج كليمنتن ناجحا للغاية لدرجة أنه في عام 1998 تم شراء شركة ISL من قبل شركة إس بي إس إس والتي كانت تبيع حزمة الإحصائيات واستخراج البيانات SPSS التي احتاجوا لها واجهة رسومية أفضل مناسبة للمستخدمين ذوي الخبرة وقليلي الخبرة أيضا. ولم ترغب SPSS في بيع ودعم بوبلوج جي، لذلك أصبح بوبلوج بعد ذلك متاحا كنظام مجاني مفتوح المصدر، ترعاه جامعة برمنجهام، والتي شاركت أيضا في التطوير بعد عام 1991.

## اللغات المدعومة
تمثل لغة البرمجة POP-11 اللغة الأساسية لنظام بوبلوج. واستخدم لتنفيذ اللغات الأخرى، جميعها يتجمع تدريجيا، مع محرر عام مدمج. وفي نسخ لينوكس/ يونكس، تقدم اللغة POP-11 دعما للرسوم ذات البعدين X.
ويدعم بوبلوج النسخ المجمعة تدريجيا من Common Lisp (CL)، وPOP-11 وبرولوغ و ML القياسية. وقام روبن بوبليستون بتنفيذ حزمة منفصلة تدعم نسخة من البرنامج.
تم استخدام بوبلوج في كل من البحوث الأكاديمية والتعليم في مجال الذكاء الصناعي كما استخدم في تطوير منتجات تجارية متنوعة، إلى جانب برنامج Clementine. وتم منح جائزة الذكاء للحكومة البريطانية لشركة ISL تقديرا لبوبلوج الذي تعدت مبيعاته 5 ملايين دولار.

## منصات
تم تنفيذ لغة البرمجة POP-11 لأول مرة على حاسوب معالج بيانات البرمجة PDP11 لشركة DEC في عام 1976 ثم نقل إلى VAX/VMS في عام 1980. وأصبح بوبلوج في حوالي عام 1982. وعلى الرغم من أن المبيعات التجارية الأولى كانت من اجل VAX/VMS، منذ منتصف الثمانينات من القرن الماضي فإن العمل التطويري الرئيسي لبوبلوج قد أجري على حاسبات صن/سبارك (Sun/SPARC) التي تشغل نظام سولاريس، ومع ذلك فقد تم بيع العديد من النسخ، بما في ذلك نسخ HPUX ونسخة 46-بت من بوبلوج لشركة DEC Alpha التي تشغل يونكس الرقمي. وبعد حوالي عام 1999، عندما أصبح بوبلوج متوفرا كمصدر مفتوح مجاني، تم إنجاز معظم العمل التطويري على نسخة لينوكس، بما في ذلك النقل إلى لينوكس 64-بت.
هناك نسخة لويندوز، تم تطويرها في الأساس لدعم برنامج Clementine، ولكن لم يعمل النظام الفرعي الرسومي ليونكس/ لينوكس على ويندوز بوبلوج. وهناك حل مؤقت ممكنا يتمثل في استخدام نسخة لينوكس من البوبولوج في آلة افتراضية مثل VMware على ويندوز. واعتمدت نسخة ويندوز لنظام Clementine على الحزمة التجارية التي تدعم وظيفة X على الويندوز.
كما أن هناك مشروع SourceForge OpenPoplog والذي يهدف إلى إصدار المزيد من نسخ بوبلوج محايدة المنصة، بما في ذلك ويندوز. ويشمل التطوير الأخير بواسطة هذا المشروع مكون خادم ويب من أجل الدمج في تطبيقات بوبلوج، ومجموعة ويدجت OpenPoplog لدعم واجهات المستخدم والعميل التي تشغل على متصفح ويب.
ويمكن العثور على المزيد من المعلومات حول تاريخ وخصائص بوبلوج في المدخلات POP-2 وPOP-11. كبير المهندسين المعماريين لبوبلوج والمسئول عن العديد من التحديثات ذات الصلة بعمل نظام مجمع تدريجي محمول، وقدم دعما لمجموعة من اللغات المختلفة جون جيبسون، بجامعة سوسيكس، بالرغم من أن الأعمال الأولى أجراها ستيف هاردي.
وتحت إشراف جوناثان كونغام تم تنفيذ النظام الفرعي Common Lisp . وأضاف كل من روبرت دونكان وسيمون نيكولاس لغة البرمجة القياسية ML بين حوالي عامي 1980 و1991 وتولى إدارة المشروع آرون سلومان، حتى ذهب إلى جامعة برمنجهام، بالرغم من ذلك فقد واصل تعاونه مع سوسكس وISL في تطوير بوبلوج بعد ذلك. ومنذ عام 1999 كان مسئولا عن موقع ويب بوبلوج الرئيسي، فضلا عن الامتدادات التي وجدت هناك، والمدرجة تحت اللغة POP-11.

## التنفيذ
يتم تنفيذ المجموعة الفرعية برولوج لبوبلوج باستخدام المجمع التدريجي الممتد للغة البرمجة POP-11، اللغة الرئيسية لبوبلوج، والتي تمثل لغة عامة الأغراض مع قواعد لغوية أكثر تقليدية. ويتطلب التنفيذ الآلة الافتراضية بوبلوج أن تمتد لتقدم دعما لمتابعات برولوج، ومتغيرات برولوج، ومسار برولوج (تسجيل أغلفة متغير متعذر التطبيق)، وبنود برولوج. وقيد التنفيذ الحاجة إلى السماح لبنيات البيانات أن يتم تقاسمها مع لغات برولوج الأخرى، وخاصة POP-11 وCommon Lisp، وبهذا يقدم دعما لمزيج من أنماط البرمجة.

## وصلات خارجية
- The Free Poplog Portal
- OpenPoplog Project
- The online Poplog Eliza